# Jackdaw
Jackdaw és una pel·lícula de thriller d'acció britànica del 2023 protagonitzada per Oliver Jackson-Cohen, Jenna Coleman, Thomas Turgoose i Rory McCann. Va ser escrit i dirigit per Jamie Childs, en el seu debut al llargmetratge. La pel·lícula es va estrenar al Fantastic Fest el 22 de setembre de 2023 i es va estrenar al Regne Unit el 26 de gener de 2024.

## Argument
Ambientat a Hartlepool al nord-est d'Anglaterra, al llarg d'una sola nit. La pel·lícula segueix un antic campió de motocròs i veterà de l'exèrcit que ha passat en moments difícils (Jackson-Cohen). Accepta una feina per recollir un paquet al mar del Nord, però aquesta decisió podria tenir grans ramificacions per a la seva família.

## Repartiment
- Oliver Jackson-Cohen com a Jack
- Jenna Coleman com a Bo
- Thomas Turgoose com a Craig
- Rory McCann com a Armstrong
- Allan Mustafa
- Vivienne Acheampong
- Joe Blakemore com a Silas
- Leon Harrop com a Simon
- Austin Haynes

## Producció
La pel·lícula va ser produïda pel director general d'Anton, Sebastien Raybaud, juntament amb Callum Grant, Kate Glover i l'escriptor i director Jamie Childs. William Baldy és director de fotografia.

### Rodatge
La Fotografia principal va tenir lloc a Hartlepool el febrer de 2023. El director Jamie Childs va créixer al comtat de Durham i ha parlat del seu desig de mostrar la zona nord-est en la seva realització cinematogràfica. Els llocs de rodatge també inclouen Tees Valley, al voltant de Seal Sands, Nunthorpe, Redcar i el Mar del Nord.

## Estrena
L'estrena mundial de Jackdaw va tenir lloc al Fantastic Fest d'Austin, Texas, el setembre de 2023. La pel·lícula es va estrenar al Regne Unit a Showcase Cinema de Lux a Stockton-on-Tees el 24 de gener de 2024. Es va estrenar als cinemes del Regne Unit el 26 de gener de 2024.

## Recepció
Al lloc web de l'agregador de ressenyes Rotten Tomatoes, el 71% de les 17 ressenyes dels crítics són positives, amb una valoració mitjana de 6,1/10.